# Sauk Rapids
Sauk Rapids is een plaats (city) in de Amerikaanse staat Minnesota, en valt bestuurlijk gezien onder Benton County.

## Demografie
Bij de volkstelling in 2000 werd het aantal inwoners vastgesteld op 10.213.
In 2006 is het aantal inwoners door het United States Census Bureau geschat op 11.560, een stijging van 1347 (13.2%).

## Geografie
Volgens het United States Census Bureau beslaat de plaats een oppervlakte van
12,4 km², waarvan 11,8 km² land en 0,6 km² water.

## Plaatsen in de nabije omgeving
De onderstaande figuur toont nabijgelegen plaatsen in een straal van 16 km rond Sauk Rapids.